# Zhagesitai
Zhagesitai (kinesiska: 扎格斯台, 扎格斯台苏木) är en socken i Kina. Den ligger i den autonoma regionen Inre Mongoliet, i den norra delen av landet, omkring 390 kilometer nordost om regionhuvudstaden Hohhot.
Genomsnittlig årsnederbörd är 628 millimeter. Den regnigaste månaden är juli, med i genomsnitt 117 mm nederbörd, och den torraste är januari, med 4 mm nederbörd.